# Куцеску-Шторк, Цецилия
Цецилия Куцеску-Шторк (рум. Cecilia Cuțescu-Storck; 14 марта 1879, Кыйнени, Объединённое княжество Валахии и Молдавии (ныне: жудец Вылча, Румыния) — 29 октября 1973, Бухарест, СРР) — румынская художница, известная деятельница искусств этой страны в период между двумя мировыми войнами.  Народный художник Румынии (1957).

## Жизнь и творчество
Талант к живописи у Цецилии проявился ещё в детстве. Обучение рисованию начала в бухарестской Центральной школе искусств. В 1897 она поступает в Мюнхене в Женскую академию живописи, где учится у профессоров Фера и Шмидта. В 1899 девушка приезжает в Париж и поступает там в академию Жюлиана; занимается в классах Жан-Поля Лорана и Жан-Жозефа Бенджамена-Констана. Свои полотна Ц. Куцеску-Шторк выставляет на парижских Осенних салонах. В 1906 году в галерее Эссель (Hessèle) в Париже состоялась её первая персональная выставка. В Бухаресте Ц. Куцеску-Шторк впервые выставляет свои работы совместно с другими художниками на экспозиции группы Tinerimea artistică, с участием Константина Бранкузи.
В 1906 году художница окончательно переезжает в Бухарест. Здесь она знакомится с известным румынским скульптором немецкого происхождения Фредериком Шторком и выходит за него замуж. В этом браке Фредерик (Фриц) и Цецилия имели двух дочерей — Габриелу (в будущем — архитектора) и Цецилию (впоследстивии — скульптора по керамике).
Ц. Куцеску-Шторк известна в первую очередь своими монументальными, настенными композициями — росписями. Писала также и пейзажи, портреты, жанровые полотна. В 1916 году она становится профессором живописи в бухарестской Академии изящных искусств, став таким образом первой женщиной — профессором-искусствоведом в Европе. Одной из известнейших её работ стали фресковые росписи в Экономической академии Бухареста История румынской коммерции, сделанные в 1933 году. В 1924 и в 1928 годах Ц. Куцеску-Шторк представляла Румынию на венецианских Биеннале. В 1937 она избирается президентом румынского Общества изящных искусств.
В 1943 году художница выпускает своё автобиографическое исследование Fresca unei vieți.

## Награды
- Золотая медаль на Барселонской международной художественной выставке (1929)
- Испанский орден «За гражданские заслуги» (1930)
- Французский орден Почётного легиона (1933)
- Золотая медаль Парижской международной выставки (1937)
- Народный художник Румынии (1957)

## Сочинения
- Fresca unei vieți. — Bucovina, Editura Torouțiu, 1943.
- O viață dăruită artei. — Editura Meridiane, 1966.
- Fresca unei vieți. — București: Editura Vremea, 2006.

## Дополнения
- Биография Ц. Куцеску-Шторк
- Casa Storck. Избранные работы Ф. Шторка и Цецилии Куцеску-Шторк (недоступная ссылка)
- Биография, автопортрет и три городских пейзажа Ц. Куцеску-Шторк
- http://bucharest.romaniaexplorer.com/page_10865.html